# تپه قالا
تپه قالا مربوط به دوره اشکانیان - دوره ساسانیان - سده‌های اولیه دوران‌های تاریخی پس از اسلام است و در شهرستان کوثر، بخش فیروزآباد، دهستان زرج آباد، روستای هشین واقع شده و این اثر در تاریخ ۲۶ اسفند ۱۳۸۷ با شمارهٔ ثبت ۲۵۷۹۰ به‌عنوان یکی از آثار ملی ایران به ثبت رسیده است.